# Pierre Coffin
Pour les articles homonymes, voir Coffin.
Pierre Coffin est un réalisateur et animateur français, né le 16 mars 1967 à Limoges (Haute-Vienne).
Il est surtout connu pour avoir co-réalisé le long métrage Moi, moche et méchant (2010) et ses suites et avoir créé pour l'occasion les personnages des Minions auxquels il prête sa voix dans les différentes productions de la franchise.

## Biographie
Pierre-Louis Padang Coffin naît le 16 mars 1967 d'un père diplomate, Yves Coffin, et d'une mère écrivaine indonésienne, Nh. Dini.
Après des études de cinéma à la Sorbonne, il intègre l'école de l'image des Gobelins à Paris. Il fait d'abord ses armes en Angleterre, à Amblimation, le premier studio créé par Steven Spielberg à Londres. Il travaille en tant qu'assistant animateur sur plusieurs longs métrages, dont Fievel au Far West, puis revient en France où il intègre en qualité d'animateur puis directeur d'animation le studio ExMachina, filiale de Thomson spécialisée dans l’animation, avant de rejoindre Mac Guff au début des années 2000, à l'invitation de son fondateur Jacques Bled. 
Spécialisé dans l'animation 3D, il se fait remarquer par des courts métrages délirants tels que Pings, des histoires de pingouins martyrisés, ainsi que de nombreux films publicitaires. Il conçoit notamment, avec sa collaboratrice Élisabeth Patte, Didy l'écureuil de Caisse d'épargne, Dédé le cochon de la Française des jeux, ainsi que la saga des fruits Oasis de 2003 à 2009. En 2003 toujours, il réalise pour TF1 Pat et Stanley, une mini-série qui connaît un succès important, notamment grâce à la reprise de la chanson Le lion est mort ce soir par les deux héros. L'épisode Jour de bain, coréalisé avec Marco Allard, reçoit le prix spécial du jury pour une série télévisée au Festival international du film d'animation d'Annecy 2009, festival dont Pierre Coffin avait par ailleurs été membre du jury en 2003. 
En 2006, il s'attelle avec Jacques Bled à l'adaptation cinématographique du célèbre roman Pourquoi j'ai mangé mon père mais des dissensions avec le producteur du film les conduisent à se retirer du projet. 
En mai 2007, le duo présente un extrait d'un projet de long métrage, Bones Story, au  marché du film en marge du festival de Cannes, qui retient l'attention de Chris Meledandri, créateur de la saga L'Âge de glace qui vient créer une division animation pour Universal Pictures, Illumination Entertainment. À défaut de financer leur film, Meledandri leur propose la réalisation d'un autre projet basé sur un scénario de Sergio Pablos, ancien animateur des studios Disney ayant contribué à plusieurs « Classiques d'animation » dans les années 1990. Ayant obtenu carte blanche, Pierre Coffin entreprend avec son équipe (Éric Guillon, Pierre Leduc, Élisabeth Patte) de réécrire le scénario et concevoir les personnages. Simples figurants dans une scène du script original, les Minions imaginés par Éric Guillon et développés par Élisabeth Patte deviennent le fil rouge comique du scénario en contrepoint au personnage principal, l'horrible Gru. Pierre Coffin ajoute la touche finale en créant leur voix et leur langage, proche du volapük, consistant en un mélange de mots empruntés au registre de la cuisine du monde et détournés (yakitori pour « en avant », tikka masala pour « ouvrez-moi »), d'expressions traditionnelles (« faut pas pousser mamie ») et d'onomatopées hispano-italiennes. 
Sorti en juillet 2010, Moi, moche et méchant, co-réalisé avec Chris Renaud est un tel carton d'audience qu'Universal propose de racheter Mac Guff, proposition qui se concrétise l'année suivante par la création d'Illumination Mac Guff à partir du département animation de Mac Guff, le studio conservant son indépendance pour la créations d'effets spéciaux pour le cinéma et la télévision.
En 2013 sort Moi, moche et méchant 2, coréalisé toujours avec Chris Renaud, qui bat cette année-là tous les records de recette pour un long métrage d'animation et obtient une nomination à l'Oscar du meilleur film d’animation. Il est suivi en 2015 par le premier long métrage centré sur les Minions, Les Minions, co-réalisé avec Kyle Balda et Moi, moche et méchant 3, co-réalisé avec Kyle Balda et Éric Guillon en 2017.

## Filmographie

### En tant que storyboardeur
- 1988 : Oliver et Compagnie
- 1989 : La Petite Sirène
- 1991 : La Belle et la Bête
- 1992 : Aladdin
- 1994 : Le Roi lion
- 1995 : Pocahontas : Une légende indienne
- 1996 : Le Bossu de Notre-Dame
- 1997 : Hercule
- 1998 : Mulan
- 1999 : Tarzan
- 2000 : Kuzco, l'empereur mégalo
- 2001 : Atlantide, l'empire perdu
- 2002 : Lilo et Stitch
- 2002 : La Planète au trésor : Un nouvel univers
- 2003 : Frère des ours
- 2004 : La ferme se rebelle
- 2005 : Chicken Little
- 2007 : Bienvenue chez les Robinson
- 2008 : Volt, star malgré lui

### En tant qu'animateur
- 1993 : Les Quatre Dinosaures et le Cirque magique de Phil Nibbelink, Dick Zondag, Ralph Zondag, Simon Wells

### En tant que réalisateur
- 2003 : Gary's Fall (court métrage)
- 2003-2015 : Pat et Stanley (363 épisodes)
- 2003 : Le Trésor de Pit et Mortimer, co-réalisé avec Patrick Delage (court métrage)
- 2010 : Moi, moche et méchant, co-réalisé avec Chris Renaud
- 2011 : Brad and Gary (court métrage)
- 2013 : Moi, moche et méchant 2, co-réalisé avec Chris Renaud
- 2015 : Les Minions, co-réalisé avec Kyle Balda
- 2017 : Moi, moche et méchant 3, co-réalisé avec Kyle Balda et Éric Guillon

### En tant qu'acteur (voix)
- 2010 : Moi, moche et méchant : les Minions, plusieurs personnages
- 2010 : Le Jour de l'orientation (court métrage) : les Minions
- 2010 : Changement de look (court métrage) : les Minions
- 2010 : Banane (court métrage) : les Minions
- 2011 : Brad and Gary (court métrage) : Brad
- 2013 : Moi, moche et méchant 2 : les Minions, méchant Minions
- 2015 : Les Minions : les Minions
- 2016 : Tous en scène : Mlle Crawley
- 2017 : Moi, moche et méchant 3 : les Minions
- 2021 : Tous en scène 2 : Mlle Crawley
- 2022 : Les Minions 2 : Il était une fois Gru de Kyle Balda : les Minions
- 2024 : Moi, moche et méchant 4 de Chris Renaud et Patrick Delage : les Minions

### En tant que producteur
- 2010 : Le Jour de l'orientation (court métrage)
- 2010 : Changement de look (court métrage)
- 2010 : Banane (court métrage) - également scénariste
- 2010 : Despicable Me: Minion Madness de Chris Renaud, Kyle Balda et Samuel Tourneux
- 2013 : Training Wheels (court métrage) d'Eric Favela et Régis Schuller
- 2013 : Panic in the Mailroom (court métrage) de Fabrice Joubert et Mark O'Hare
- 2013 : Puppy (court métrage) de Yarrow Cheney et Bruno Dequier
- 2023 : Mooned (court métrage) de Jonathan del Val